# 舒祺
舒祺（前279年—？），战国时期赵国人。
舒祺是赵国左师触龙的小儿子。前265年（周赧王五十年、赵孝成王元年、齐襄王十九年、秦昭襄王四十二年），赵孝成王即位，赵威后掌权。秦国攻打赵国，赵国求救齐国。齐国让赵国以赵孝成王的幼弟长安君为人质，才同意出兵。赵威后不许。触龙去劝说赵威后，首先以舒祺说事：“我的儿子舒祺，年岁最小，又不成器，我臣年老，最怜爱他，想让他补个黑衣卫士的名额去护卫王宫，在此向太后冒昧请求！”太后同意了，问他年龄。触龙说：“十五岁了。虽然年轻，我想趁自己没入土前为他做个安排。”通过怜爱小儿子，打开和赵威后的共同话题，说明派长安君为质比留他在国内，更是替他考虑，从而说服了赵威后。